# Oberbuchsiten
Oberbuchsiten (toponimo tedesco) è un comune svizzero di 2 186 abitanti del Canton Soletta, nel distretto di Gäu.

## Infrastrutture e trasporti
Oberbuchsiten è servita dall'omonima stazione sulla ferrovia Losanna-Olten.